# Adiat Disu
Adiat Disu (sinh năm 1987) là một giám đốc điều hành và doanh nhân người Mỹ, kỹ thuật số và tiếp thị trong lĩnh vực truyền thông đại chúng. Cha mẹ cô là người Nigeria và Ghana.
Disu thành lập Adirée, một công ty tham gia vào quan hệ công chúng, tiếp thị và bán lẻ, có trụ sở tại New York và một chi nhánh tại Lagos, Nigeria. Adirée thành lập Tuần lễ Thời trang Châu Phi New York hàng năm  trong Tuần lễ Thời trang New York năm 2009.
Disu cũng viết cho tạp chí Doanh nhân.

## Bối cảnh và giáo dục
Adiat học tại Học viện Phillips Exeter ở Exeter, New Hampshire trước khi cô được nhận vào Đại học Bentley, Waltham, Massachusetts. Cô tốt nghiệp Đại học Bentley năm 2008, với bằng Cử nhân Khoa học Công nghệ Thông tin, Tiếp thị & Truyền thông.

## Danh dự và công nhận
Disu và công việc của cô đã được công nhận trong:
- 2011: CNN, Người sáng lập nền tảng truyền thông và tiếp thị: Tuần lễ thời trang Châu Phi [5]
- 2011: Washington Post, Những sáng tạo đưa Châu Phi ra Thế giới [6]
- 2011: Tạp chí Bullet, Gói lại  Lưu trữ ngày 1 tháng 7 năm 2019 tại Wayback Machine
- 2012: Doanh nghiệp đen, Anh hùng hàng ngày [7]
- 2013: Huffington Post, Người sáng lập Tuần lễ Thời trang Châu Phi [8]
- 2013: Huffington Post, Tuần lễ thời trang châu Phi Lưu trữ ngày 18 tháng 10 năm 2017 tại Wayback Machine, được sản xuất bởi Adirée [9]
- 2013: Global Post, Adiree, Communications and Brand Strategic Company [10]
- 2014: Tạp chí Forbes, 30 Dưới 30 [3]
- 2014: Black Enterprise, Người sáng lập Adiree, công ty truyền thông và thương hiệu hàng đầu tại New York cho các nhà lãnh đạo toàn cầu của châu Phi [11]
- 2015: <i id="mwZg">Kênh Châu Phi</i>, Adirée, Công ty Chiến lược Truyền thông và Thương hiệu [12]
- 2016: Huffington Post, Adiat Disu, Doanh nhân và Forbes 30 Under 30 [13]
- 2017: Tạp chí Doanh nhân, Điều hành Công nghệ Thông tin và Truyền thông [14]